# Силы обороны Папуа — Новой Гвинеи
Силы обороны Папуа — Новой Гвинеи (англ. Papua New Guinea Defence Force) — военная организация Папуа — Новой Гвинеи, предназначенная для обороны, защиты свободы и независимости государства, одно из важнейших орудий политической власти.

## Общие сведения
| Вооружённые силы Папуа — Новой Гвинеи                           | Вооружённые силы Папуа — Новой Гвинеи |
| --------------------------------------------------------------- | --- |
| Виды вооружённых сил:                                           | Сухопутные войска Силы морских операций Силы воздушных операций |
| Призывной возраст и порядок комплектования:                     | Вооружённые силы Папуа — Новой Гвинеи комплектуются на добровольной контрактной основе лицами мужского пола в возрасте от 16 лет (с согласия родителей и после окончания 12 классов школы), принудительный призыв не осуществляется. |
| Человеческие ресурсы, доступные для воинской службы:            | мужчины в возрасте 16-49: 1,568,210 женщины в возрасте 16-49: 1,478,965 (2010 оценочно) |
| Человеческие ресурсы, пригодные для воинской службы:            | мужчины в возрасте 16-49: 1,130,951 женщины в возрасте 16-49: 1,137,753 (2010 оценочно) |
| Человеческие ресурсы, ежегодно достигающие призывного возраста: | мужчины: 67,781 женщины: 65,820 (2010 оценочно) |
| Военные расходы — процент от ВВП:                               | 0.54 (2012) 126 место в мире |

## Вооружения
Имеется небольшой флот из 4 патрульных катеров, 2 десантных катеров и около десяти единиц самолётов и вертолётов (ударных нет). Тяжёлого вооружения и артиллерии нет. Имеются РПГ-7, американские подствольные гранатомёты M203, несколько миномётов, пулемёты, а также разнокалиберный и пёстрый набор стрелкового оружия.